# Станоје Алојзије Јовановић
Станоје Алојзије Јовановић (Петриња, 16. јун 1895. — Загреб, 30. август 1951.) био је српски академски сликар, илустратор и графичар.

## Биографија
Станоје Алојзије Јовановић је у Петрињи завршио учитељску школу 1913. Дипломирао је 1928. на Академији ликовних умјетности у Загребу у класи професора В. Бецића. Од 1913. Јовановић је радио као учитељ по мањим местима у Хрватској и Србији, од 1922. радио је као средњошколски наставник у Загребу, где је 1927. са Ђ. Тиљком водио приватну сликарску школу. За време Другог свјетског рата боравио је у Србији, да би се крајем 1945. вратио  у Загреб.

## Уметничко дело
Јовановић је сликао аквареле, цртеже и графике. Колористички је сликао пејзаже у уљу (Гвозданско, 1930), мртве природе (Мртва природа, 1936), фигуралне композиције (Студија, 1939), портрете (Аутопортрет, 1951), социјалне мотиве (Деложирани), и призоре из циркуса (На вртуљку, 1932). Стилски израз Јовановића се мењао од реалистичког до експресионистичког, а колорит од тонског до интензивног (Цвијеће, 1936). Историчар уметности Грго Гамулин издваја Јовановићево "фацетирање сиво сребрнастим плохама" (У рано прољеће, 1938). Јовановићеве портретне реализације одликују се класичном мирноћом те прецизним дефиницијама физиономијских и психолошких карактеристика модела.
Графикама рађеним у техници литографије у боји илустровао је сликовницу Гуске на мегдану аутора Стјепана Горупића (Загреб, 1929).

### Самосталне изложбе
- Петриња (1913);
- Загреб (1930, 1931, 1936, 1949).

### Групне изложбе
- Пролећне изложбе југословенских уметника (Београд 1929, 1930, 1933–1938);
- Изложба југословенског вајарства и сликарства (Лондон, 1930);
- Изложбе Загребачких уметника (Загреб, 1934, 1935, 1936);
- Пола века хрватске уметности (Загреб, 1938, 1939);
- Годишња изложба хрватских уметника (Загреб, 1940);
- Изложбе Удружења ликовних уметника Хрватске (1946, 1947, 1948, 1950);
- Изложбе Ликума (1950, 1951).